# Подводная гора
Подво́дная гора́ — изолированное поднятие морского дна с чётко выраженной вершиной и крутыми склонами. Относительная высота по разным определениям должна превышать 500 или 1000 м.

## Строение и распространение
Вершины подводных гор имеют коническую или куполообразную форму. Склоны крупных гор, как правило, выгнуты вверх, их крутизна редко превышает 14°. У объектов меньших размеров этот параметр может достигать 35°. В горизонтальном сечении форма подводных гор чаще бывает эллиптической или просто вытянутой; возможно это объясняется соответствующей формой разлома, из которого истекает лава. Образцы пород, поднятые с подводных гор, состоят в основном из микрокристаллического или стекловидного океанического базальта, вероятно образовавшегося из подводных потоков лавы. Вершина и склоны подводных гор, как правило, покрыты слоем морских осадков.
Подводные горы встречаются во всех крупных океанических бассейнах. К концу 1970-х только в Тихом океане на карту было нанесено более 10 тысяч подобных объектов. Практически каждая океанографическая экспедиция находит новые подводные горы, причём общее их количество в мире оценивается в 20 тысяч.

## Примеры
Многие подводные горы — активные подводные вулканы, такие как Лоихи на Гавайях или Ваилулуу у островов Мануа. Горы вулканического происхождения зачастую образуют группу или являются погрузившимся под поверхность океана архипелагом. Классический пример — Императорские горы — продолжение Гавайского хребта, на котором располагаются Гавайские острова. Эта длинная цепь подводных гор, тянущаяся на тысячи километров на северо-запад, демонстрирует движение плиты над гавайской горячей точкой. Некоторые из подводных гор, являющихся подводными вулканами, могут стать островами, как это произошло с островом Суртсей у берегов Исландии или с островом Фердинандея к югу от Сицилии. Не имеющие явного вулканического происхождения и отдельно стоящие горы встречаются не так часто — примером могут служить гора Эратосфена к югу от Кипра или горы Подкова к западу от берегов Португалии.
Одна из крупнейших подводных гор — Грейт-Метеор — расположена в Северной Атлантике. Эта гора представляет собой гайот (подводная гора с плоской вершиной), возвышающийся на 4 км над окружающей местностью и имеющий диаметр у основания 110 км. Самая высокая гора на Земле (имеется в виду не высота над уровнем моря, а именно расстояние от низа до верха) — Мауна-Кеа, её относительная высота (почти 10 210 м) складывается из подводной части (около 6 км) и высоты над уровнем моря (4205 м).

## Опасность
Поскольку ещё не все подводные горы нанесены на карту, они представляют опасность при навигации. К примеру, подводная гора Мюрфилд была названа в честь корабля, который столкнулся с ней в 1973 году. В 2005 году подводная лодка USS San Francisco (SSN-711) столкнулась с неотмеченной на карте подводной горой на скорости 35 узлов, в результате чего едва не затонула и потеряла одного моряка.
Подводные горы, являющиеся активными вулканами, могут затруднять навигацию при извержениях. При обрушении подводной горы может возникнуть цунами.